# Death Racers
Pour plus de détails, voir Fiche technique et Distribution.
Death Racers est un film américain réalisé par Roy Knyrim. Sorti directement en vidéo le 16 septembre 2008, le film met en vedette le groupe de hip-hop Insane Clown Posse et le lutteur Scott « Raven » Levy. L’intrigue du film, largement influencée par le film Death Race 2000 de 1975, se passe dans des États-Unis dystopiques et tourne autour d’équipes de criminels s’affrontant dans une course mortelle.

## Synopsis
En 2030, une guerre civile éclate aux États-Unis. Dans une dernière tentative de rétablir l’ordre, le président déclare la loi martiale. En 2033, un immense camp de prisonniers connu sous le nom de « zone rouge » est construit dans une ville désolée. Bientôt, plus d’un million de criminels fous et violents y sont détenus. Les États-Unis sont déclarés sûrs.
Un dangereux criminel connu sous le nom de Reaper (Scott « Raven » Levy) a extrait du sarin, qu’il prévoit de déverser dans l’approvisionnement en eau du pays. L’un des prisonniers, FX (Dustin Fitzsimons) filme secrètement le Reaper avec un appareil photo numérique Wi-Fi alors qu’il discute de ces plans, et le gouverneur de l’État, Reagan Black (Robert Pike Daniel) les découvre. Black conçoit un plan pour organiser une « course de la mort » dans le système carcéral, rassemblant quatre équipes de coureurs :
- Le Severed Head Gang, composé de Danny Satanico (Koco Limbevski) et Fred « The Hammer » (Jason Ellefson), deux membres du plus grand gang des États-Unis, connus pour avoir décapité leurs ennemis. L’équipe reçoit une voiture de ville personnalisée de 1995.
- Homeland Security, composé du colonel Bob (Paolo Carascon) et du capitaine Rudy Jackson (Rick Benedetto), autrefois membres honorés de l’armée américaine, mais maintenant disgraciés. L’équipe reçoit une jeep Willys MB millésime 1943.
- Vaginamyte, composé de Double-Dee Destruction (Jennifer Elizabeth Keith) et Queen B (Thereese), deux tueuses en série qui ont séduit et assassiné plus de 72 victimes masculines et féminines. L’équipe reçoit une Lotus Elise jaune avec un motif d’araignée veuve noire.
- Insane Clown Posse (Violent J et Shaggy 2 Dope), dont la forme violente de hip-hop a été accusée d’avoir influencé indirectement de multiples meurtres, des actes de terrorisme et un massacre dans une école. Cela a abouti à ce que les rappeurs soient condamnés pour ces meurtres et surnommés « le Charles Manson de leur temps ». Bien que la musique du groupe ait été interdite, elle continue de conserver une forte base de fans. Violent J et Shaggy 2 Dope reçoivent un camion de crème glacée personnalisé avec un hachoir à viande, des mitrailleuses et « tout le bling-bling que ces deux habitants de Détroit pourraient trouver ».

La course est diffusée en direct à la télévision, commentée par les présentateurs Harvey Winkler (Stephen Blackehart) et Jennifer Ramirez (Caroline Attwood). Le gouverneur Black offre aux équipes des points de rassemblement pour tuer des prisonniers en liberté, promettant la liberté à l’équipe qui ramène la Faucheuse, morte ou vivante. Lorsque Danny Satanico suggère que les quatre équipes s’échappent, Black révèle que chaque membre de l’équipe a une puce implantée dans son corps. Elle tuera tout membre qui enfreint les règles. Il le démontre en utilisant Satanico.
Lorsque le camion d’Insane Clown Posse a un pneu crevé, une bagarre s’ensuit entre les équipes et les criminels en liberté. Au loin, Violent J assiste à une explosion. Les équipes enquêtent, trouvant la jeep de Homeland Security en feu avec deux cadavres à l’intérieur. Violent J et Shaggy 2 Dope trouvent FX filmant la course. Il leur dit qu’il y aura une embuscade à leur première destination, et ils le laissent monter dans leur camionnette. Les équipes travaillent ensemble pour surprendre et tuer les criminels en embuscade. Metal Machine Man (Damien Puckler), sous les ordres de la Faucheuse, tue FX et attaque les coureurs avant d’être touché par des missiles tirés par une paire d’hommes mystérieux.
Les équipes réparent leurs voitures avant l’expédition. Violent J et Shaggy 2 Dope arrivent dans l’antre de la Faucheuse et réussissent à s’infiltrer dans la forteresse, empêchant la Faucheuse et ses sbires de libérer le sarin dans l’eau. Les hommes mystérieux arrivent et tirent une roquette dans la pièce. Ils et se révèlent être le colonel Bob et le capitaine Rudy, qui ont été embauchés par le gouverneur Black pour être ses hommes à l’intérieur de la prison. Ils ont simulé leur mort pour convaincre les autres équipes qu’elles avaient une chance de gagner.
Croyant que la Faucheuse est morte dans l’explosion, Bob et Rudy récupèrent sa main coupée et partent dans le camion d’Insane Clown Posse. Violent J et Shaggy 2 Dope émergent des décombres. Parce que Violent J est blessé, Shaggy 2 Dope s’en prend seul à Bob et Rudy. La Faucheuse apparaît et tente de libérer le sarin alors que Violent J tente de l’arrêter. Les membres de l’équipe de la Sécurité intérieure arrivent à la ligne d’arrivée, présentant la main du Reaper au gouverneur Black. Shaggy 2 Dope se lève de l’arrière du camion, tirant sur Bob, Rudy et le gouverneur. Black appuie sur le bouton pour activer les explosifs dans les corps des membres de l’équipe Insane Clown Posse. Le sarin explose, provoquant une réaction en chaîne qui détruit le pays.

## Distribution
- Violent J : lui-même
- Shaggy 2 Dope : lui-même
- Scott Levy : la Faucheuse
- Jason Ellefson : Fred « The Hammer »
- Jennifer Elizabeth Keith : Double-Dee Destruction
- Thereese : la reine B
- Dean Kreyling : le Docteur Shank
- Robert Pike Daniel : le gouverneur Reagan Black
- Stephen Blackehart : Harvey Winkler
- Damien Puckler : Metal Machine Man
- Dustin Fitzsimons : FX
- Jesse Pate : le docteur Samualson
- Caroline Attwood : Jennifer Ramirez
- Rick Benedetto : Rudy Jackson
- Koco Limbevski : Danny Satanico
- Paolo Carascon : le colonel Bob
- Anya Benton : la tentatrice babylonienne

## Production
En janvier 2008, il a été annoncé que Insane Clown Posse et Twiztid avaient reçu un contrat pour un film d'horreur à petit budget intitulé Road Rage, qui devait être réalisé par Roy Knyrim de Sota Productions,, qui avait déjà dirigé Violent J et Shaggy 2 Dope dans The Chronicles of the Dark Carnival. Il a été déclaré que le tournage se déroulerait sur une période de deux semaines à Los Angeles, en Californie, au printemps de cette année-là.
En mars, une deuxième annonce a été faite, déclarant qu’Insane Clown Posse jouerait dans un film dont la production devait commencer dans la première semaine de mai. Bruce et Utsler incarneraient leurs personnages de scène de Violent J et Shaggy 2 Dope, et les personnages se déplaceraient dans un camion de crème glacée, tuant des piétons pour gagner des points. Il a été déclaré que le film serait diffusé par Sci-Fi Channel l’été.
Les membres d’Insane Clown Posse Violent J et Shaggy 2 Dope ont accepté d’apparaître dans le film parce que le réalisateur était un ami personnel, et ils voulaient développer leurs talents d’acteur pour Big Money Rustlas, la préquelle du film Big Money Hustlas de Psychopathic Records,. Psychopathic Records n’a pas été impliqué dans la production de Death Racers de quelque manière que ce soit. Selon Bruce, « Nous l’avons juste fait pour le plaisir. Nous savions que ce serait essentiellement des ordures. »
En septembre 2008, The Asylum a sorti Death Racers directement en vidéo. La bande originale du film comprend une musique originale de Joseph Kamiya, en plus de la musique précédemment publiée par Insane Clown Posse.

## Accueil

### Critique
Violent J a qualifié Death Racers de « film terriblement merdique », mais déclare qu’il ne regrette pas d’avoir fait le film, car cela l’a inspiré à continuer la production de Big Money Rustlas. Il pensait que Psychopathic Records pourrait faire un meilleur film que Death Racers. Lors du Gathering of the Juggalos de 2008, Violent J a qualifié le film de « fausse version contrefaite » de Death Race.